# 中島由貴とミライアカリの女子会ですが
『中島由貴とミライアカリの女子会ですが』（なかしまゆきとミライアカリのじょしかいですが）は、BS日テレで毎月第1・3土曜日の23:30〜24:00に放送された、トークバラエティ番組である。「アニメにむちゅ〜」枠の番組。2020年10月17日から2022年6月18日まで放送された。

## 概要
ここでしか聞けない2人の赤裸々トークや、話題の「最先端サブカルトレンド」をお届けする。
当初は月1回の放送だったが、2021年4月から現在の月2回の放送になった。

## 出演者
- 中島由貴
- ミライアカリ
- ナレーション：理原ひなり

## スタッフ
- 構成：増子みつを
- 編集・MA：テレトップスタジオ
- 音効：諏訪マイケル
- 技術：服部智幸、DEEP、ライブカートゥーン
- メイク：特攻隊
- タイトルデザイン：長堀久子
- 制作デスク：佐藤容子
- 制作進行：岡村和奏
- ディレクター：鈴木竜哉、高見澤博光、山下敦司
- AP：久保孝平
- プロデューサー：鳥居良太、宮本稔
- 制作協力：オイコーポレーション、Tokyo Mild Foundation
- 製作著作：BS日テレ